# Le Secret du chevalier d'Éon
Pour les articles homonymes, voir Chevalier d'Éon (homonymie).
Pour plus de détails, voir Fiche technique et Distribution.
Le Secret du chevalier d'Éon est un film franco-italien de Jacqueline Audry, sorti en 1959.

## Résumé
Le père de Charles d'Éon, pour ne pas perdre l'héritage de son vieil oncle est contraint de faire passer sa septième fille pour un fils. Celle-ci est donc élevée par son grand-oncle en garçon. Devenue un beau jeune homme, habile bretteur et cavalier, elle s'engage dans un régiment de dragons.
Elle rencontre alors la comtesse de Monval, une agente secrète du roi Louis XV. Introduite auprès du roi par celle-ci, elle est envoyée en mission auprès de la tsarine Élisabeth pour renverser l'alliance entre la Prusse et la Russie. Aidée par Bernard de Turquet, dont elle est amoureuse depuis toujours et qui a découvert son secret, elle reviendra triomphante mais jalouse, après que Bernard se soit substitué à elle pour passer une nuit d'amour avec la tsarine, qui avait un faible pour ce mystérieux chevalier.

## Fiche technique
- Titre : Le Secret du chevalier d'Éon
- Titre italien : Storie d'amore proibite (Il cavaliere e la zarina)
- Réalisation : Jacqueline Audry
- Scénario : Cecil Saint-Laurent
- Adaptation : Jacques Rémy, Ennio De Concini, Vittorio Novarese
- Dialogues : Pierre Laroche
- Assistant réalisateur : Jacques Bourdon, Serge Witta, Rina Macrelli
- Musique : Carlo Rustichelli, Joseph Kosma
- Photographie : Henri Alekan, Marcel Grignon
- Opérateur : Raymond Picon-Borel, Silvano Ippoliti et Riccardo Pallottini
- Décors : Alexandre Trauner, Maurice Colasson
- Costumes : Rosine Delamare, Giorgio Hermann
- Montage : Yvonne Martin, assistée de Janine Oudoul et Dolorès Tamburini
- Son : Pierre Calvet, Paul Boistelle, assistés de Raffaële Del Monte et Biaggio Fiorelli
- Script-girl : Lucile Costa, Jeanne Witta-Montrobert
- Coiffures : Elda Magnanti
- Décorateur de plateau : Franco Bottari
- Conseiller équestre : François Nadal
- Production : Paris-Élysées, Gray-Films (Paris), Italia Produzione (Rome)
- Chef de production : Eugène Tucherer, Alfredo Guarini, René Chevrier
- Directeur de production : René Silvera, Alfredo de Laurentis
- Producteur associé : Giancarlo Campidori, Giorgio Mora
- Distribution : Discifilm
- Tournage : du 2 février 1959 au 3 juillet 1959, dans les studios de Billancourt
- Laboratoire Franay L.T.C Saint-Cloud
- Développement dans les studios de Billancourt
- Effets spéciaux : L.A.X
- Pays de production :  France,  Italie
- Langue : Français
- Année de production : 1959
- Format : Couleur (Eastmancolor, Dyaliscope) — 35 mm — 2,351 — Son : Mono
- Genre : Comédie, Film d'aventure, Film historique
- Durée : 98 min
- Date de sortie : 
  - France : 6 janvier 1960
- Affiche : René Péron (France)

## Distribution
- Andrée Debar : Geneviève d'Éon / Charles, chevalier d'Éon, agent secret au service du roi
- Bernard Blier : Le baron d'Exter, le chef des espions à la solde des Prussiens
- Dany Robin : La comtesse de Monval, l'envoyée spéciale du roi Louis XV
- Gabriele Ferzetti (VF : Roland Ménard) : Bernard Turquet de Mayenne, un officier des dragons du roi, le rival puis compagnon d'aventures, puis l'amoureux de Geneviève
- Isa Miranda (VF : Jacqueline Porel) : la tsarine Élisabeth Petrovna de Russie
- Jean Desailly : Le roi Louis XV
- Simone Valère : La marquise de Pompadour, l'élégante maîtresse du roi
- Jacques Castelot : Le marquis de L'Hospital, l'ambassadeur de France en Russie
- Gisèle Grandpré : Blanche d'Éon de Beaumont, la nièce du comte d'Éon et femme de Pascal
- Bernard Lajarrige : Pascal d'Éon de Beaumont, le père de 14 filles dont Geneviève
- René Lefèvre : Le comte Antoine d'Éon, seigneur de Beaumont, le grand-oncle de Geneviève
- Maryse Martin : Georgette, la domestique de la famille d'Éon
- Hélène Tossy
- Marcel Lupovici : Un homme de main du baron d'Exter
- Olivier Mathot
- Fausto Tozzi (VF : René Arrieu) : Ivanov, le ministre des finances
- Marie-Louise "Baby" Bless
- Dominique Clément
- Françoise Fabrice
- Alberto Farnese : Serguei Orloff, chef des cosaques
- Joëlle Latour : Une sœur de Geneviève qui danse avec Bernard
- Alain Quercy
- Gianni Rizzo (VF : Jean-Marie Amato) : Gricha
- Giulia Rubini (VF : Michèle Montel) : Liona, la jeune fille refusant d'épouser Gricha
- Robert Thomas : Grimault, le domestique de la comtesse de Montval
- Henri Virlogeux : Le roi Frédéric de Prusse
- François Nadal
- Michel Roux : Le narrateur